# Johan Capiot
Johan Capiot es un antiguo ciclista belga, nacido el 12 de abril de 1964 en Rijkhoven.

## Biografía
Profesional de 1986 a 2000, ganó la París-Tours y dos veces la Het Volk.
Durante el Tour de Francia 1998 tenía que declarar en los tribunales por el escándalo de dopaje por EPO en el equipo TVM. No pudo ser interrogado ya que sufrió una agresión y tuvo que ser trasladado al hospital.
Después de haber estado en el pelotón, fue director deportivo del equipo Bankgiroloterij-Batavus en 2002 y del equipo Chocolat Jacques–Nixdor en 2004.

## Palmarés
| 1984 - 2 etapas de la Vuelta a Chile - 1 etapa del Circuito Franco-Belga 1985 - 2 etapas del Tour de Limbourg 1986 - 1 etapa de la Vuelta a Dinamarca 1987 - Veenendaal-Veenendaal - 1 etapa del Tour de l'Oise 1988 - Flecha Brabanzona - 2 etapas del Tour de Luxemburgo - 1 etapa de la Vuelta a Bélgica 1989 - Flecha Brabanzona - Grand Prix de la Libération (con el equipo TVM) 1990 - Het Volk 1991 - París-Tours - 1 etapa de los Cuatro Días de Dunkerque | 1992 - Het Volk - Flecha Brabanzona - Nokere Koerse - Tour de Zélande Centrale - 1 etapa del Tour de l'Oise - 2.º en el Campeonato de Bélgica en Ruta 1993 - 1 etapa del Tour de l'Oise - 1 etapa del Tour de Luxemburgo 1994 - Clásica de Almería - Le Samyn 1995 - Le Samyn 1996 - À travers le Morbihan - CoreStates Classic 1998 - 1 etapa de la Vuelta a Murcia |

## Resultados

### Tour de Francia
- 1987: abandonó
- 1989: abandonó
- 1990: abandonó
- 1992: abandonó
- 1993: abandonó
- 1994: abandonó

### Resultados en el Giro de Italia
- 1987: 131.º
- 1995: abandonó

### Clásicas, Campeonatos y JJ. OO.
| Carrera                | Carrera                | 1986 | 1987 | 1988 | 1989 | 1990  | 1991 | 1992  | 1993 | 1994 | 1995  | 1996 | 1997 | 1998 | 1999 | 2000 |
| ---------------------- | ---------------------- | ---- | ---- | ---- | ---- | ----- | ---- | ----- | ---- | ---- | ----- | ---- | ---- | ---- | ---- | ---- |
| Omloop Het Nieuwsblad  | Omloop Het Nieuwsblad  | X    | 15.º | 33.º | —    | 1.º   | —    | 1.º   | 5º   | 9.º  | —     | 9.º  | 3.º  | 40.º | Ab.  | —    |
| Kuurne-Bruselas-Kuurne | Kuurne-Bruselas-Kuurne | X    | —    | —    | —    | —     | 18.º | 55.º  | —    | 2.º  | —     | —    | 9.º  | —    | 25.º | —    |
|                        | Milan San Remo         | —    | 34.º | —    | —    | —     | —    | 189.º | —    | 63.º | 108.º | —    | 78.º | —    | —    | —    |
| A través de Flandes    | A través de Flandes    | 27.º | 10.º | —    | 4.º  | 12.º  | —    | —     | 5.º  | 44.º | 35.º  | 23.º | —    | 2.º  | —    | —    |
| E3 Harelbeke           | E3 Harelbeke           | 16.º | —    | 16.º | —    | —     | —    | —     | —    | 13.º | —     | 14.º | —    | —    | Ab.  | —    |
| Gante-Wevelgem         | Gante-Wevelgem         | 14.º | —    | 78.º | 11.º | 139.º | 15.º | 2.º   | 6.º  | 95.º | 25.º  | 8.º  | 3.º  | 36.º | —    | —    |
|                        | Tour de Flandes        | —    | —    | —    | 12.º | 78.º  | —    | —     | 10.º | 5.º  | 19.º  | 23.º | 17.º | —    | —    | —    |
| Scheldeprijs           | Scheldeprijs           | 4.º  | —    | 13.º | —    | 6.º   | 3.º  | 5.º   | 8.º  | 47.º | 37.º  | —    | 22.º | —    | —    | —    |
|                        | París-Roubaix          | 56.º | —    | —    | 47.º | —     | —    | 2.º   | 13.º | 6.º  | 5.º   | 28.º | —    | 31.º | 39.º | —    |
| Flecha Brabanzona      | Flecha Brabanzona      | 12.º | —    | 1.º  | 1.º  | 2.º   | —    | 1.º   | 10.º | 17.º | —     | —    | 63.º | —    | —    | —    |
| Amstel Gold Race       | Amstel Gold Race       | 17.º | —    | 84.º | —    | 93.º  | —    | —     | —    | —    | —     | —    | —    | —    | —    | —    |
| Flecha Valona          | Flecha Valona          | 47.º | —    | —    | —    | —     | —    | —     | —    | —    | —     | —    | —    | —    | —    | —    |
| París-Tours            | París-Tours            | —    | —    | —    | 77.º | —     | 1.º  | —     | —    | —    | 5.º   | —    | —    | —    | —    | —    |
| Bélgica en Ruta        | Bélgica en Ruta        | 31.º | —    | 4.º  | 75.º | —     | 18.º | 2.º   | —    | —    | 16.º  | 13.º | —    | —    | —    | —    |